# Maktaaq

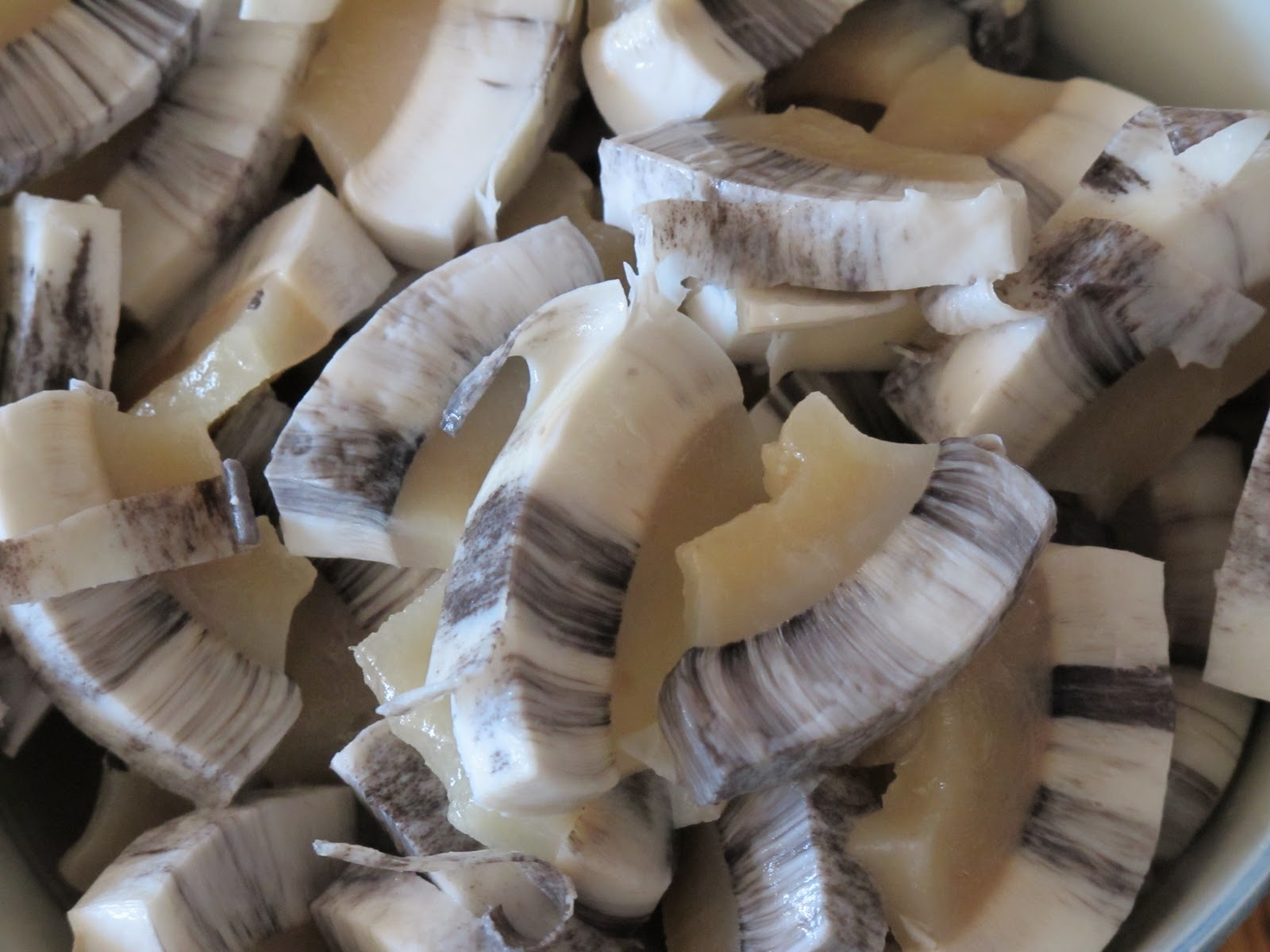
Maktaaq

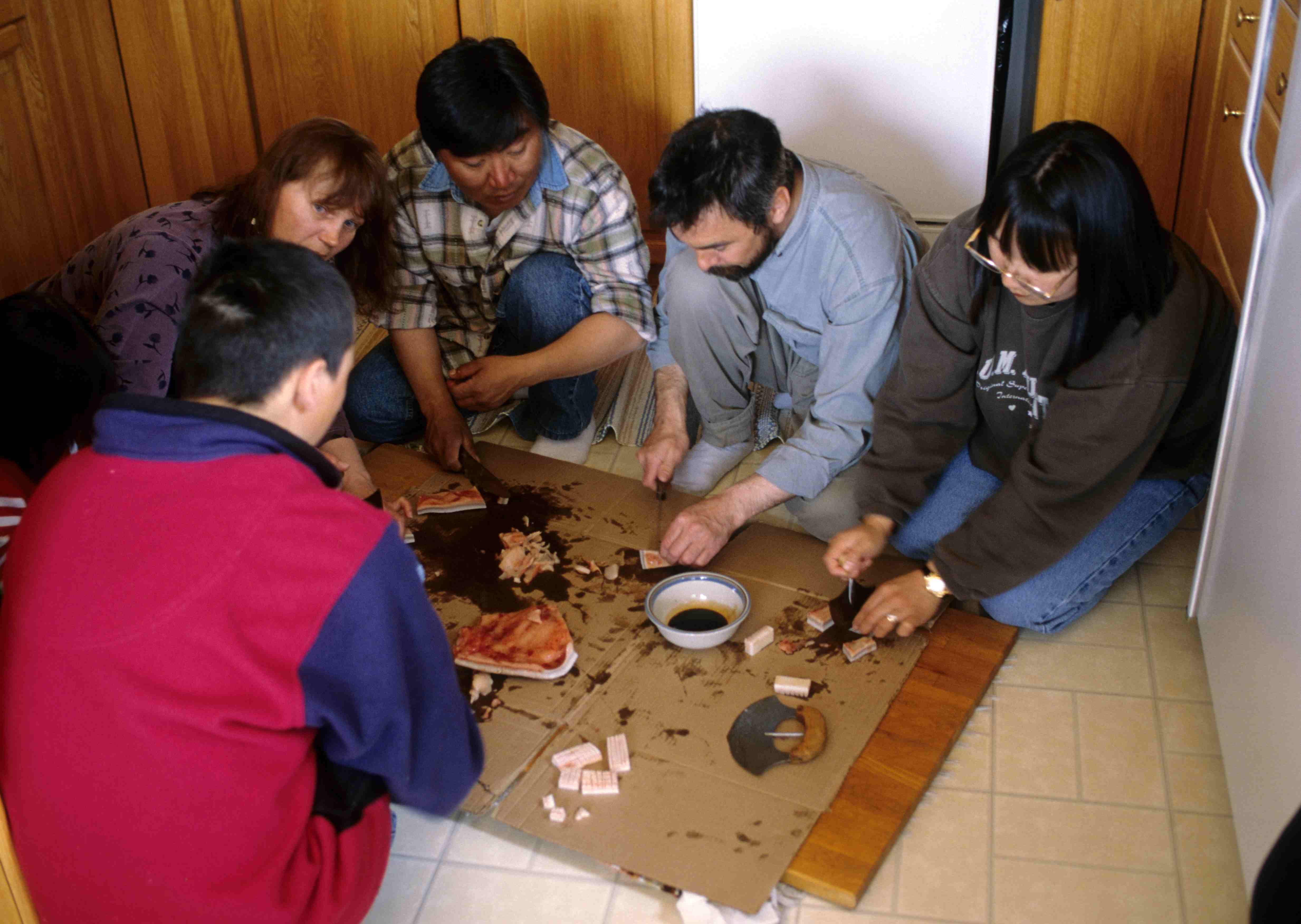
Traditionelles Maktaaq-Festessen zu Ehren eines jungen Waljägers

Als Maktaaq – oder je nach Region Maktaq (in englisch-phonetischer Schreibweise Muktuk), oder in Grönland Mattak – wird in Inuktitut allgemein die Haut von Walen (Grönlandwal, Weißwal, Narwal) mit der darunter liegenden elfenbein- bis rosafarbenen Fettschicht (Schwarte) bezeichnet.

## Nahrungsmittel
Maktaaq wird in Blöcken aus der Walhaut herausgeschnitten. Es besitzt eine höhere Konzentration an Vitamin C (L-(+)-Ascorbinsäure) als Zitrusfrüchte und war daher für die Eskimos früher eine lebensnotwendige Vitaminquelle zur Verhinderung von Skorbut. Nach wie vor sehen die Eskimos rohes Maktaaq als einen besonderen Leckerbissen an; sein Geschmack erinnert an den von Nüssen, etwa von geschälten Mandeln. Auch ist es noch immer Tradition, zu Ehren eines jungen Mannes, der seinen ersten Wal (Weißwal oder Narwal) erlegt hat, zu einem gemeinsamen Essen der Walhaut, zu einem „Maktaaq-Fest“, einzuladen.
Zum Konservieren wird Maktaaq üblicherweise luftgetrocknet oder als Gefriergut gelagert.
Seit einigen Jahren wird verschiedentlich berichtet, der Verzehr von Walprodukten werde aufgrund zunehmender Umweltverschmutzung immer problematischer. Bereits 1970 seien z. B. bei Messungen in Weißwal-Fleisch und -Fett Quecksilber-Konzentrationen von über 0,5 ppm festgestellt worden.